# Wisconsin-Territorium

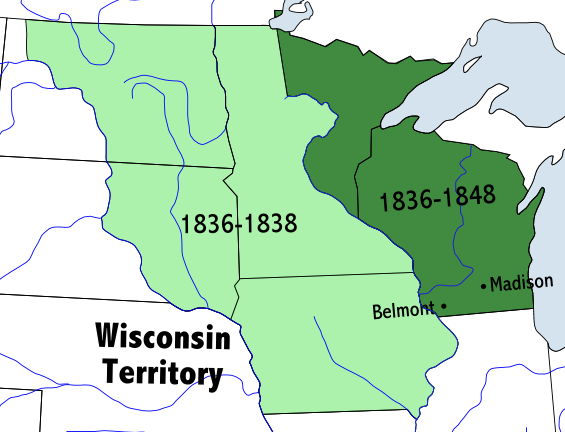
Karte des Wisconsin-Territory (1836–1848)

Das Wisconsin-Territorium war ein historisches Hoheitsgebiet der Vereinigten Staaten, das zwischen 1836 und 1848 bestand. Es wurde durch ein vom US-Kongress verabschiedetes Gesetz geschaffen, das der Präsident Andrew Jackson am 20. April 1836 unterzeichnete, und das am 3. Juli 1836 in Kraft trat. Belmont, Wisconsin wurde ursprünglich als Hauptstadt des Territoriums vorgesehen, jedoch wurde es bereits im Oktober 1836 von der gegenwärtigen Hauptstadt Madison abgelöst.
Nach der Abspaltung des Iowa-Territoriums 1838 wurde aus dem größten Teil des verbleibenden Territoriums der Staat Wisconsin. Er schloss sich am 29. Mai 1848 als 30. Bundesstaat der Union an. Der Rest fiel später an das Minnesota-Territorium.

## Territoriales Gebiet

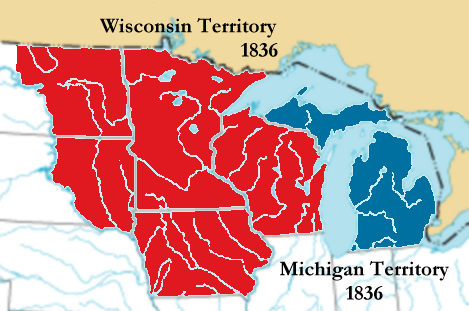
Die Abspaltung des Territoriums vom Michigan-Territorium 1836

Das Wisconsin-Territorium schloss die gegenwärtigen Staaten Wisconsin, Minnesota, Iowa und einen Teil von North Dakota und South Dakota nördlich des Missouri Rivers ein. Viel von dem Territorium war ursprünglich Teil des Nordwestterritoriums von 1787, das 1814 formell vom Königreich Großbritannien abgetreten wurde. Der Teil, dem heute Iowa entspricht und die Dakotas waren ursprünglich Teil des Louisiana Purchase, mit dem Frankreich 1803 seine Kolonie Louisiana an die Vereinigten Staaten abtrat. Diese wurden 1821 vom Missouri-Territorium abgespalten und 1834 dem Michigan-Territorium angegliedert.
Das Gebiet des späteren Wisconsin-Territoriums wurde dem Indiana-Territorium zugeschlagen, als dieses – in Vorbereitung der Aufnahme von Ohio als Staat – 1800 vom Nordwestterritorium losgelöst wurde. 1809 wurde es vom Indiana-Territorium abgespalten und dem Illinois-Territorium beigefügt. Als Illinois 1818 ein Staat wurde, wurde das Gebiet dem Michigan-Territorium angegliedert. Als dann 1836 auch noch Michigan ein Staat wurde, wurde der Westen des bisherigen Michigan-Territoriums unter dem Namen Wisconsin-Territorium abgespalten. Dieses verkleinerte sich schließlich 1838 durch die Einrichtung des Iowa-Territoriums. Der gegenwärtige Staat Wisconsin umfasst das meiste des damals übrig gebliebenen Wisconsin-Territoriums. Der restliche Teil des Territoriums wurde offiziell aufgelöst und 1849 mit dem Minnesota-Territorium vereinigt.

## Geschichte
Präsident Andrew Jackson ernannte Henry Dodge zum Gouverneur und John S. Horner zum Minister. Die erste Parlamentsversammlung des neuen Territoriums wurde am 25. Oktober 1836 durch den Gouverneur Henry Dodge in Belmont, Lafayette County, Wisconsin einberufen.
Das Wisconsin-Territorium trennte sich im Jahr 1836 vom Michigan-Territorium in der Zeit, als sich Michigan auf den Beitritt in die Union vorbereitete. Allerdings gibt es gewisse Unregelmäßigkeiten bezüglich des zeitlichen Ablaufs. Der Kongress hatte Michigans Petition zur Gründung eines Staates wegen des schwelenden Streites um den Toledo-Streifen (Toledo Strip) abgelehnt, obwohl das Gebiet mit 86.000 Einwohnern mehr als die in der Northwest Ordinance geforderten 60.000 nachweisen konnte. Daraufhin verfasste man im Oktober 1835 eine eigene Staatsverfassung in Michigan und begann sich selbst zu regieren. Am 3. Juli 1836 trennte der Kongress das Wisconsin-Territorium vom Michigan-Territorium ab, aber erst am 26. Januar 1837 wurde Michigan als Staat in die Union aufgenommen.

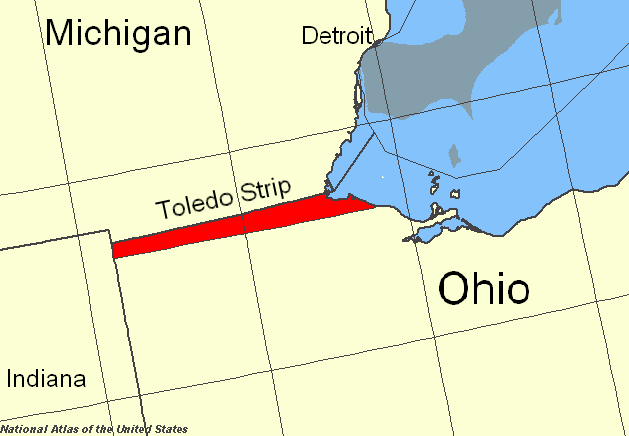
Der Toledo-Streifen in rot

Der amtierende Gouverneur des Michigan-Territoriums, Stevens T. Mason, rief
am 25. August 1835 zur Wahl einer westlichen gesetzgebenden Versammlung auf, die am 1. Januar in Green Bay, Wisconsin, zusammentreten sollte, in der Hoffnung, dadurch in dieser Übergangszeit für etwas Kontinuität in der Staatsführung sorgen zu können. Aber bereits am 15. August 1835 war Mason wegen der Auseinandersetzung um den Toledo-Streifen, besser bekannt als der Toledo-Krieg, durch Präsident Jackson von seinem Amt entbunden worden. John S. Horner wurde sein Nachfolger. Als eine seiner ersten Amtshandlungen gab Horner am 9. November 1835 eine eigene Proklamation heraus, die die Ratsversammlung schon zum 1. Dezember 1835 einberief. Dadurch gab er den Delegierten weniger als einen Monat Zeit, etwas über diese Änderung zu erfahren und rechtzeitig zu diesem Treffen zu gelangen. Dies verursachte erheblichen Ärger unter den Delegierten, die diesen Aufruf daher ignorierten.
Die Versammlung, bekannt als Rump Council, trat daher wie geplant am 1. Januar 1836 in Green Bay zusammen. Horner jedoch, der angeblich hatte kommen wollen, verspätete sich wegen einer Krankheit, so dass in Abwesenheit des Gouverneurs die Ratsversammlung wenig mehr als die verwaltungsmäßigen und zeremoniellen Pflichten erledigen konnte.
Michigan musste im Streit um den Toledo-Streifen nachgeben. Zum Ausgleich erhielt Michigan die obere Halbinsel.